# Верх-Тайменка
Верх-Тайменка — село в Юргинском районе Кемеровской области России. Входит в состав Новоромановского сельского поселения.

## География
Село находится в северо-западной части области, на левом берегу реки Томь, на расстоянии примерно 12 километров (по прямой) к востоку-юго-востоку (ESE) от районного центра города Юрга. Абсолютная высота — 118 метров над уровнем моря.
Часовой пояс
Село Верх-Тайменка, как и вся Кемеровская область, находится в часовой зоне МСК+4. Смещение применяемого времени относительно UTC составляет +7:00.

## История
Основана в 1772 году. В «Списке населенных мест Российской империи» 1868 года издания населённый пункт упомянут как заводская деревня Тайменка 1-я (Тальменская) Томского округа (2-го участка) при реке Томи, расположенная в 104 верстах от окружного центра Томска. В деревне имелось 48 дворов и проживало 290 человек (135 мужчин и 155 женщин).
В 1911 году в деревне, входившей в состав Тутальской волости Томского уезда, имелось 120 дворов и проживало 528 человек (265 мужчин и 263 женщины). Действовали школа грамоты, две мануфактурные лавки, винная казённая лавка и три кузницы.
По данным 1926 года имелось 253 хозяйства и проживало 1283 человека (в основном — русские). Функционировали школа I ступени и лавка общества потребителей. В административном отношении село являлось центром Верх-Тайменского сельсовета Юргинского района Томского округа Сибирского края.

## Население
| 2010 |
| ---- |
| 626  |

Половой состав
По данным Всероссийской переписи населения 2010 года в гендерной структуре населения мужчины составляли 51,1 %, женщины — соответственно 48,9 %.
Национальный состав
Согласно результатам переписи 2002 года, в национальной структуре населения русские составляли 91 % из 635 чел.

## Улицы
Уличная сеть села состоит из девяти улиц и пяти переулков.